# オットー3世 (ブラウンシュヴァイク＝リューネブルク公)

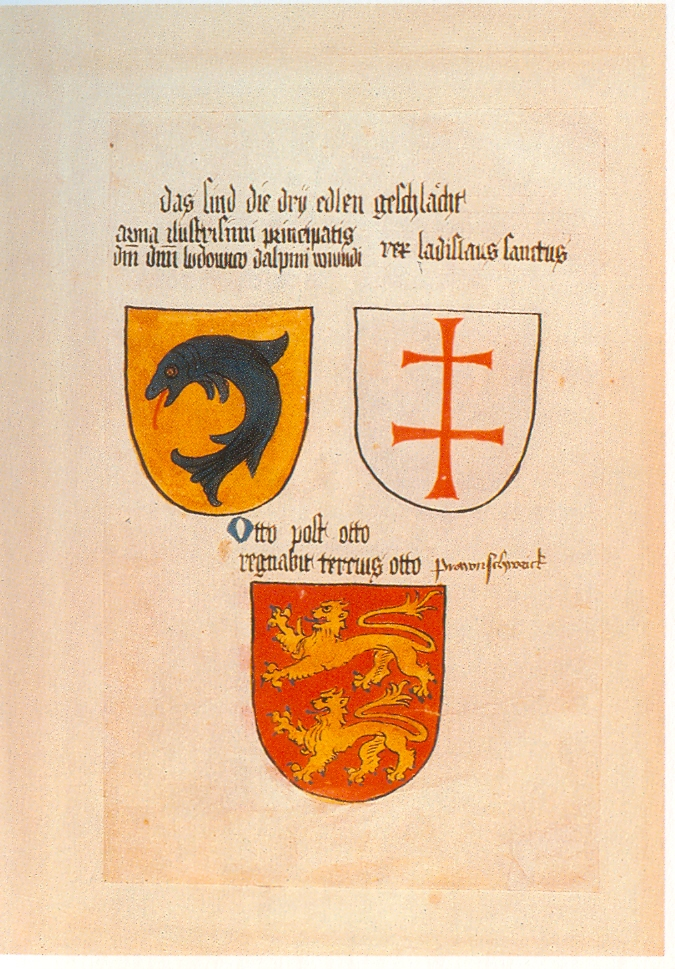
オットー3世の紋章「ブラウンシュヴァイクのライオン」（下）

オットー3世（Otto III., 1296年ごろ - 1352年8月19日）は、リューネブルク侯（在位：1330年 - 1352年）。

## 生涯
オットー3世はブラウンシュヴァイク＝リューネブルク公オットー2世とマティルデ・フォン・バイエルンの長男として1296年ごろに生まれ、1314年に父により公務に加えられた。1315年に父オットー2世は自らの死後に2人の息子オットー3世とヴィルヘルム2世が共同で侯領を統治するよう定め、1330年に兄弟は領地を分割せずに継承した。支配の初めに目指したことは領地の統合であった。オットーらはファラースレーベン村、パッペンハイム伯領およびヴェットマースハーゲンの獲得に成功し、ギフホルン地域の領地が大幅に拡大た。もう1つの目標は、経済的に有望な都市の政治的支援であった。リューネブルク侯領の経済は、リューネブルクとユルツェンの間でイルメナウ川が航行可能になったこと、およびリューネブルク侯とザクセン＝ラウエンブルク公の間で経済協定を結んだことで拡大した。オットー3世の唯一の息子オットーは幼年時にイルメナウ川で溺死しており、オットー3世は1352年8月19日に後継者を残さずに死去した。

## 子女
ハインリヒ2世・フォン・メクレンブルクの娘マティルデ（1293年 - 1358年）と結婚し、以下の子女をもうけた。
- マティルデ（1357年9月7日没） - ヴァルデック伯オットー2世と結婚
- オットー - 幼少時に溺死
- エリーザベト（1386年2月20日没）